# برنت پاین
برنت پاین (به انگلیسی: Burnt Pine) یک منطقهٔ مسکونی در استرالیا است که در جزیره نورفک واقع شده‌است.